# کوین برو
کوین برو (انگلیسی: Kévin Bru؛ زادهٔ ۱۲ دسامبر ۱۹۸۸) بازیکن فوتبال اهل فرانسه است.
از باشگاه‌هایی که در آن بازی کرده‌است می‌توان به باشگاه فوتبال کلرمون فوت، باشگاه فوتبال لفسکی صوفیه، باشگاه فوتبال دیژون، باشگاه فوتبال دینامو بخارست، باشگاه فوتبال ایپسویچ تاون، باشگاه فوتبال رن، و باشگاه فوتبال آپولون لیماسول اشاره کرد.
وی همچنین در تیم‌های ملی فوتبال زیر ۱۸ سال فرانسه، زیر ۱۹ سال فرانسه، و موریس بازی کرده‌است.